# ビャウォヴィエジャの森
- ビャウォヴィエジャの森
- ベロヴェーシの森

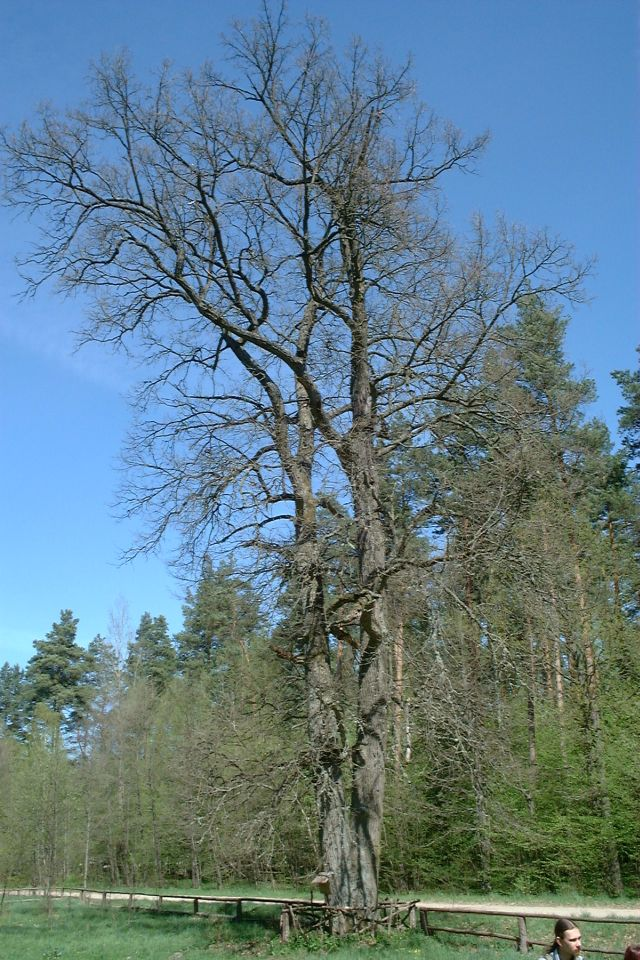
「ヤギェウォ王のオーク」の名で知られる大木（※樫の木ではない）
幹径約550cm、樹高約39m。1410年、グルンヴァルトの戦い（タンネンベルクの戦い）に赴くポーランド王ヴワディスワフ・ヤギェウォがこの木の下で体を休めたと伝えられる。ポーランド、ビャウォヴィエジャ国立公園（en）内。

ビャウォヴィエジャの森（ビャウォヴィエジャのもり）は、ポーランドとベラルーシの国境にまたがる原生林。ヨーロッパに残された最後の原生林と言われる。貴重なヨーロッパバイソンの棲息地としても知られる。
ポーランド側は1979年、ベラルーシ側は1992年に、ユネスコの世界遺産（自然遺産）に登録された。

## 名称
- 英語名: Białowieża Forest
- ポーランド語名: Puszcza Białowieska （プシュチャ・ビャウォヴィェスカ）
- ベラルーシ語名: Белавежская пушча （Belavezhskaya Pushcha）
- ロシア語名: Беловежская пуща （Belovezhskaya Pushcha : ビワブェーシュカ・プーシャ）

英語名に見られる Białowieża は、森林域の中央に位置するポーランド東端の村の名前で、ポーランド語における発音は「ビャウォヴィェジャ」。英名 Białowieża Forest はしたがって「ビャウォヴィェジャ（村）の森」の意味。
ユネスコによる世界遺産の旧登録名はさらにこれにベラルーシ語名 Белавежская пушча をラテン文字化したものを併記して、2ヶ国/2言語圏にまたがる事情を反映したものとなっていた（Belovezhskaya Pushcha / Białowieża Forest）。ベラルーシ語名の意味も、やはり「ビャウォヴィェジャ（村）の森」である。

### 和名
日本語では2014年の再推薦前の名称を、日本ユネスコ協会連盟が「ベラヴェシュスカヤ・プーシャ/ビャウォヴィエジャの森」としていたほか、TBSの番組『THE世界遺産』でも同じく「ベラヴェシュスカヤ・プーシャ/ビャウォヴィエジャの森」と呼んでおり、これらはとくに世界遺産を扱う文脈から、併記型の世界遺産登録名をそのまま音写/翻訳したものだった。世界遺産名称の変更に伴い、日本ユネスコ協会連盟は「ヴャウォヴィエジャの森」に切り替えている。
また、ポーランド政府観光局の日本語サイトでは「ビャウォヴィエジャ原生林」と呼んでいる。本項ではこれらの例や、併記型でない各国語名に準じて、「ビャウォヴィエジャの森」としている。
また、本来のポーランド語発音から大きく離れた「ビアロウィーザ」との一種の慣用読みも一部で見られる。

## 地理と生物相
寒帯と温帯、そして東欧の針葉樹林と西ヨーロッパの広葉混交樹林の移行域に位置する原生混合林である。ポーランドとベラルーシを跨ぐ地域にあり、ポーランド側はビャウォヴィエスキ国立公園、ベラルーシ側はベロヴェジュスカヤ・プシュチャ国立公園として両国の国立公園にそれぞれ登録されている。
森林の主な樹種はオーク、シナノキ属、シデであり、一帯はオウシュウトウヒの北部生息地の南限とフユナラの分布の北東限である。森の中には他の生物の微生育地となる大量の枯れ木があるため、生物多様性は非常に高く、真菌類と無脊椎動物の新種は毎年のように発見される。動物相も豊富で、オオアカゲラ、ミユビゲラなどの多くのキツツキ科の森林性の鳥類、ヨーロッパバイソンなどの有蹄類、そしてオオヤマネコ、タイリクオオカミ、カワウソなどが生息している。
北東部のベラルーシ領内には森林に覆われる島々が点在するフェンがあり、一帯にはヒメツルスゲ、ヤチスゲなどのスゲ属の植物が生え、ハシボソヨシキリ、ヨーロッパバイソンなどが生息している。

## 歴史
15世紀初めにポーランド王ヴワディスワフ・ヤギェウォが狩猟を行って以後、数々の君主らの狩猟地としてこの広大な原生林は開発されずに保護されてきた。一方でそこに棲息していた動物たちは密猟の横行もあって数を減らし、いくつかの種は姿を消した。
1919年、森で最後のヨーロッパバイソンが撃たれ、野生種はいったん絶滅した。その後、動物園で飼育されていたものが人の手で繁殖され、森で再びその姿を見られるようになった。
1976年、ポーランド側がユネスコの生物圏保護区に指定され、ベラルーシ側は1993年に指定された。
1979年、ポーランド側がユネスコの世界遺産に自然遺産として登録された。ベラルーシ側は1992年に追加登録されている。
1991年12月8日、ベラルーシ側の森の奥にある要人別荘で、ロシア、ウクライナ、ベラルーシの首脳らによる独立国家共同体創設に関する協定（ベロヴェーシ合意）が結ばれた。
2015年、ベラルーシ国内にある「ディコエ・フェン泥炭地」はラムサール条約に登録され、その情報センターはベロヴェジュスカヤ・プシャ国立公園内に置かれている。

## ユネスコ世界遺産

### 登録基準
この世界遺産は世界遺産登録基準のうち、以下の条件を満たし、登録された（以下の基準は世界遺産センター公表の登録基準からの翻訳、引用である）。
- (9) 陸上、淡水、沿岸および海洋生態系と動植物群集の進化と発達において進行しつつある重要な生態学的、生物学的プロセスを示す顕著な見本であるもの。
- (10) 生物多様性の本来的保全にとって、もっとも重要かつ意義深い自然生息地を含んでいるもの。これには科学上または保全上の観点から、すぐれて普遍的価値を持つ絶滅の恐れのある種の生息地などが含まれる。

1979年の登録当初は自然美を理由とする基準 (7)が適用されていたが、2014年の再推薦で生態系や生物多様性を理由とする基準の変更が行われた。

登録基準に基づく評価内容は以下の通り。
- (9) ビャウォヴィエジャの森は、中央ヨーロッパの混合林の陸上生態地域を象徴する多様な保護森林生態系の複合体と、湿地、川の渓谷、その他の湿地を含む一連の関連する非森林生息地を保護している。この地域は、広大な原生林を含む非常に高い自然保護価値を持っている。広大で一体化した森林地域は、とりわけ大型哺乳類や大型肉食動物 (オオカミ、オオヤマネコ、カワウソ) の生存可能な個体群を含む完全な食物連鎖を支えている。枯れ木が豊富にあるため、結果として菌類や腐木性無脊椎動物の多様性が高まっている。人手が加えられていない森林生態系に関する研究の長い伝統と、新種の記載を含む多数の出版物も、推薦資産の価値に大きく貢献している。
- (10) ビャウォヴィエジャの森は、特にその規模、保護状況、そしてほとんど手つかずの自然により、生物多様性の保全にとってかけがえのない地域である。ビャウォヴィエジャの森は、この地域の象徴的な種であるヨーロッパバイソンの最大の放牧地である。生物多様性の保全価値は広範囲に及び、59 種の哺乳類、250 種を超える鳥類、13 種の両生類、7 種の爬虫類、および 12,000 種を超える無脊椎動物の保護が含まれる。植物相は多様で地域的に重要であり、この資産は菌類の保全でも有名である。ここではいくつかの新種が記載されており、多くの絶滅危惧種が依然として多く生息している。